# Famous Dex
Famous Dex, pseudonimo di Dexter Tiewon Gore, Jr (Chicago, 6 settembre 1993), è un rapper e cantante statunitense.
Dexter Tiewon Gore, Jr. è nato il 6 settembre 1993 a Chicago ed è cresciuto nella parte sud della città. Decise di seguire la musica dopo la morte di sua madre nel settembre 2014.

## Carriera
Nel 2015, ha pubblicato il suo primo mixtape, Never Seen It Coming. Più tardi nel 2015, ha pubblicato il suo secondo mixtape Dexter's Laboratory.
All'inizio del 2016, Famous Dex ha pubblicato il suo terzo e quarto mixtape, Drippy e #OhhMannGoddDamn. I suoi primi video YouTube virali Drip from My Walk e Hit Em Wit It sono stati un enorme passo nella direzione del mainstream per Dex. Nel marzo 2016, Dex ha annunciato che ha ufficialmente firmato con l'etichetta di Rich the Kid, la Rich Forever Music. Poco dopo, Dex e Rich pubblicarono il loro sforzo collaborativo, Rich Forever. Questo è stato seguito da 2 sequel, con il terzo in esclusiva con il rapper newyorkese Rich Crime, Jay Critch. Un quarto mixtape di Rich Forever è in attesa di pubblicazione a seguito delle tensioni tra Rich the Kid e la sua etichetta, 300 Entertainment.
Nel marzo 2017, Dex ha annunciato il titolo del suo album di debutto, Dex Meets Dexter. L'album è stato pubblicato il 6 aprile 2018.
Nell'ottobre del 2017, ha pubblicato Pick It Up con ASAP Rocky come primo singolo dell'album, che ha raggiunto il punto 54 della Billboard Hot 100, diventando la sua prima canzone da tracciare. Il secondo singolo dell'album Japan è stato pubblicato il 16 marzo 2018.Il 30 marzo 2018, ha pubblicato il singolo Light con Drax Project.
Il singolo Nervous che presenta Lil Baby, Jay Critch e Rich the Kid è stato pubblicato il 21 settembre 2018.

## Discografia

### Album in studio
- 2018 - Dex Meets Dexter

### Mixtape
- 2015 - Never Seen It Coming
- 2015 - Dexter's Laboratory
- 2016 - Drippy
- 2016 - #OhhMannGoddDamn
- 2016 - Heartbreak Kid
- 2016 - Dexter: The Robot
- 2016 - Different
- 2017 - Read About It